# Anselmella
Anselmella är ett släkte av steklar. Anselmella ingår i familjen finglanssteklar.
Kladogram enligt Catalogue of Life:
| Anselmella | \| \| Anselmella kerrichi \| \| \| \| \| \| Anselmella malacia \| \| \| \| \| \| Anselmella miltoni \| \| \| \| \| \| Anselmella oculata \| \| \| \| |
|            | \| \| Anselmella kerrichi \| \| \| \| \| \| Anselmella malacia \| \| \| \| \| \| Anselmella miltoni \| \| \| \| \| \| Anselmella oculata \| \| \| \| |
|            | Anselmella kerrichi |
|            | |
|            | Anselmella malacia |
|            | |
|            | Anselmella miltoni |
|            | |
|            | Anselmella oculata |
|            | |